# Litomyšl
Litomyšl (phát âm tiếng Séc: [ˈlɪtomɪʃl̩]; tiếng Đức: Leitomischl) là một thị xã và khu tự quản nằm bên sông Loučná, ở vùng Pardubice, Cộng hòa Séc. Quần thể lâu đài ở trung tâm thị xã là di sản thế giới UNESCO.